# 高家洼千佛塔
高家洼千佛塔，位于山西省临汾市翼城县南梁镇北梁村高家洼。
2021年8月4日，高家洼千佛塔公布为第六批山西省文物保护单位，编号6-237。